# Staurophora tenuis
Staurophora tenuis är en fjärilsart som beskrevs av W. Warren 1910. Staurophora tenuis ingår i släktet Staurophora och familjen nattflyn. Inga underarter finns listade i Catalogue of Life.